# Yukon Huang
Yukon Huang (* 1944 in Chengdu) ist ein US-amerikanischer Wirtschaftswissenschaftler chinesischer Herkunft und Senior Fellow im Asienprogramm der Carnegie-Stiftung in Washington D.C. Seine Forschungsgebiete sind die wirtschaftliche und politische Entwicklung Chinas und ihre Auswirkungen in Asien und weltweit.

## Leben
Yukon Huang wurde in Chengdu/Sichuan geboren und wuchs mit seinem Großvater in Changsha/Hunan auf. 1949 schickte ihn sein Großvater in die USA, wo seine Eltern studierten. Er sah China erst wieder, als er Länderdirektor der Weltbank für China wurde und sein Büro in Peking hatte. Er besuchte die Schule in Washington, damals als einziger Chinese unter 600 Schülern.
Huang besuchte die Yale University, wo er einen BA erwarb. Danach schloss sich ein Master- und Promotionsstudium an der Princeton University an, wo er 1971 in Wirtschaftswissenschaften promoviert wurde. Thema seiner Dissertation war The economic of paddy production in Malaya: an economy in transition (deutsch: Ökonomie des Reisanbau in Malaya: eine Wirtschaftsform im Wandel).
Er hatte Lehraufträge an der University of Virginia, der University of Malaysia und an der University von Dar es Salaam.
Bei der Weltbank war er von 1992 bis 1997 Länderdirektor für Russland und die ehemaligen Sowjetrepubliken in Zentralasien und von 1997 bis 2004 Länderdirektor für China. Der Sitz der Vertretung wurde erstmals nach Peking verlegt. In seiner Funktion bereiste Huang sämtliche Provinzen Chinas.
2010 wechselte er zur Carnegie-Stiftung für internationalen Frieden.
Er ist Berater der Weltbank und der Asiatischen Entwicklungsbank.
Er gilt als wichtiger Berater in dem gemeinsamen Bericht der Weltbank und der chinesischen Regierung China 2030.

## Publikationen
Huang publiziert zu seinen Schwerpunktthemen vor allem in der Carnegie-Stiftung, daneben auch in Foreign Policy, Financial Times, Bloomberg, Foreign Affairs, The National Interest, Caixin, The New York Times, und anderen.
2006 veröffentlichte er mit Indermit S. Gill und anderen East Asian Visions: Perspectives on Economic Development,
mit Alessandro Bocchi 2008 Reshaping Economic Geography in East Asia,
mit Ahmad Ahsan, Manolo Abella und anderen 2014 International Migration und Development in East Asia and the Pacific.
Sein neuestes Buch Cracking the China Conundrum: Why Conventional Economic Is Wisdom Is Wrong wurde von Oxford University Press (2017) veröffentlicht.
Er ist Mitunterzeichner des öffentlichen Briefs an Donald Trump China is not an Enemy, der am 3. Juli 2019 in der Washington Post veröffentlicht wurde.

## Positionen
Huang analysiert, zuletzt in seinem Buch Cracking the China Conundrum, seiner Auffassung nach typische und weitverbreitete Missverständnisse der Wirtschaft und Politik Chinas, die die Besonderheiten Chinas außer Acht lassen.

### Handelsüberschüsse Chinas
Erstes Missverständnis ist nach Huangs Auffassung, dass die Handelsprobleme der USA von Chinas Handelsüberschüssen getrieben würden. Das US-Handelsbilanzdefizit sei jedoch schon Ende der 1990er Jahre entstanden, Chinas massive Überschüsse erst in den Jahren 2004 und 2005, als es nach der WTO-Mitgliedschaft zum Zentrum des weltweiten Produktionsnetzwerks wurde. Am Beispiel des iPhones zeigt er auf, dass nur ungefähr 5 Prozent des Telefonwerts in China durch die Montage von außerhalb Chinas gefertigten Teilen geschaffen würden, die 50 Prozent des Telefonwertes ausmachten. Der Rest gehe an Apple. Hauptgrund des US-Defizits ist seiner Auffassung nach der Dollar als ständig überbewertete Weltleit- und Reservewährung.

„Die einzige Möglichkeit, wie sie (Ausländer) den Dollar halten können, ist, wenn die USA ein Handelsdefizit haben, […] Der einzige Weg, das Handelsdefizit loszuwerden, besteht darin, den US-Dollar als Weltwährung abzuschaffen.“

### Investitionen der USA in China
Zweites Missverständnis sei, dass die USA zu viel in China investierten, was die Wettbewerbsfähigkeit der USA beeinträchtige und zum Verlust von Arbeitsplätzen führe. Die US-Auslandsinvestitionen in China betrügen ein oder zwei Prozent. Europa investiere ein Vielfaches davon, weil Europa ein Produktionszentrum sei, während die Stärke der USA im Dienstleistungsbereich liege. Apple etwa überlasse die Fertigung Foxconn und erziele enorme Gewinne, indem es sich nur auf die Dienstleistungsseite (Design, Vertrieb usw.) konzentriere.

### Korruption
Dritter Trugschluss ist nach Meinung Huangs, dass die Korruption in China einen negativen Einfluss auf das Wirtschaftswachstum habe. In China treibe Korruption das Wachstum an, anstatt es zu reduzieren, weil China als gemischte Wirtschaft die Ressourcen staatlich kontrolliere, während der Privatsektor aus diesen Ressourcen hohre Erträge erziele. Die Korruption überträgt die Nutzung der Ressourcen gegen Bestechung oder Gratifikationen auf private Interessen. Damit steigen die Investitionen und die Wirtschaft wächst.

„Dadurch entsteht ein gemeinsames Interesse zwischen dem öffentlichen und dem privaten Sektor, das in anderen von Korruption betroffenen Systemen normalerweise nicht vorhanden ist. An anderer Stelle hat der Regierungsbeamte großes Interesse daran, Geschäfte zu verlangsamen, um höhere Bestechungsgelder zu verlangen. In China als gemischter Volkswirtschaft wird dieser Anreiz jedoch durch ein gemeinsames Interesse an Wachstum aufgehoben.“

### Unausgewogenes Wachstum
Oft werde das unausgewogene Wachstum Chinas kritisiert, dies sei jedoch, so Huang, ähnlich wie in anderen erfolgreichen Volkswirtschaften Asiens, der Schlüssel zu Chinas schnellem Wachstum. Es sei das Ergebnis der Migration vom Land in die Städte (Urbanisierung), wobei die neuen Städter aufgrund ihrer weiterhin ländlichen Mentalität bei gesteigertem Einkommen ihre Sparquote überproportional steigern. Daher empfiehlt Huang eine Reform der „Hukou-Aufenthaltspolitik“, die einheimischen Migranten den Zugang zu öffentlichen Gütern in Städten, in die sie ziehen, beschränkt. Die Abschaffung dieser Beschränkungen würde den Konsum um etwa 2 Prozent des BIP ankurbeln und den ebenso hohen Leistungsbilanzüberschuss Chinas ausgleichen.

### Schuldenquote
Auch die seit 2009 gewachsene Schuldenquote Chinas ist nach Huangs Auffassung nicht nachteilig. Die Summe der Unternehmensschulden, der Haushaltsschulden und der Staatsschulden beträgt etwa 250 bis 260 Prozent des BSP. Damit liegt China höher als die meisten Entwicklungsländer, aber niedriger als die meisten Industrieländer. Die Geschwindigkeit des Schuldenwachstums führe nicht zur Wirtschaftskrise, da von 2004 bis 2014 der Immobilienwert um 600 Prozent gestiegen sei, der aber ursprünglich, da Staatseigentum, bei nahe 0 gelegen habe. Der Immobilienhandel und die Kreditaufnahme zum Immobilienerwerb habe die Verschuldung, aber nicht das BIP wachsen lassen, da Landverkauf nicht zum BIP zähle, sondern nur die mit dem Bau verbundene Arbeit.
Das Problem der Staatsverschuldung konzentriert sich, so Huang, hauptsächlich auf die Staatsunternehmen der Schwerindustrie und staatsnahe Infrastrukturunternehmen. Diese Schulden seien nicht wirklich Unternehmensschulden, sondern eher lokale Staatsschulden, also eine Haushaltsfrage auf Provinzebene, die fiskalisch gelöst werden könne.

### Produktpiraterie
Zur Frage der Missachtung des geistigen Eigentums und der Produktpiraterie wies Huang auf die Entwicklungsabhängigkeit und die Parallelen in der westlichen Wirtschaftsgeschichte hin. Er machte deutlich, dass China die Schwelle zum Schutz des geistigen Eigentums mittlerweile überschritten habe, also vom Schutz mehr profitiere als von der Verletzung.

### Handelskrieg USA-China ab 2019 (decoupling)
Nach Huangs Auffassung hat die Multilateralität der Handelswege und Diversifikation der Produktion dazu geführt, dass China die Import- und Exportausfälle kompensieren konnte, vor allem durch Exporte nach Südostasien, und insgesamt sogar einen Exportüberschuss erwirtschaftete. Nachteilig sei der eher politisch motivierte Konflikt für die USA gewesen, insofern sie nicht in der Lage war, durch Importsubstituierung die eigene Wirtschaft anzukurbeln. Die USA musste auf andere Importquellen zu höheren Preisen ausweichen und auf Importe aus China verzichten. Insgesamt sei die USA aber auf der Import- und Exportseite unter ihrem Potential und dem Limit früherer Jahre geblieben. Chinas Schwerpunkt verlagere sich außerdem immer mehr auf die Produktion in billigeren Ländern. Insgesamt schade das Verhalten beider Länder dem internationalen Handelssystem.

## Zitat
„Es gibt viele Gründe, warum solche Urteile in die Irre gegangen sind, angefangen mit dem Fehlen eines validierten Rahmens für das Verständnis einer sowohl vom Markt als auch vom Staat getriebenen Wirtschaft. Darüber hinaus beeinflussen die Größe Chinas, die regionale Vielfalt und sein einzigartiges dezentralisiertes Verwaltungssystem die Ergebnisse auf eine Weise, die nicht leicht durch vereinfachende Indikatoren oder die üblichen Themen erfasst werden können. Der Mangel an geeigneten Analyseinstrumenten wird durch die Vorurteile, die sich aus den unterschiedlichen sozialen und kulturellen Werten zwischen China und dem Westen ergeben, noch komplizierter.“

## Bibliografie (Auswahl)
- Mit Indermit S. Gill und Homi Kharas: East Asian Visions. Weltbank, Januar 2007, ISBN 978-0-8213-6745-2
- Mit Alessandro Magnoli Bocchi: Reshaping Economic Geography in East Asia. 2009, ISBN 978-0-8213-7641-6
- Mit Ahmad Ahsan, Manolo Abella, Andrew Beath, Manjula Luthria und Trang Van Nguyen: International Migration and Development in East Asia and the Pacific. Weltbank 2014. ISBN 978-0-8213-9649-0
- Mit Canyon Bosler: China's Debt Dilemma. Deleveraging While Generating Growth. Carnegie Endowment for International Peace, 2014.
- Cracking the China Conundrum: Why Conventional Economic Is Wisdom Is Wrong. Oxford 2017. ISBN 978-0-19-063003-4